# Redectis iphias
Redectis iphias är en fjärilsart som beskrevs av William Schaus 1916. Redectis iphias ingår i släktet Redectis och familjen nattflyn. Inga underarter finns listade.